# Langues en Moldavie

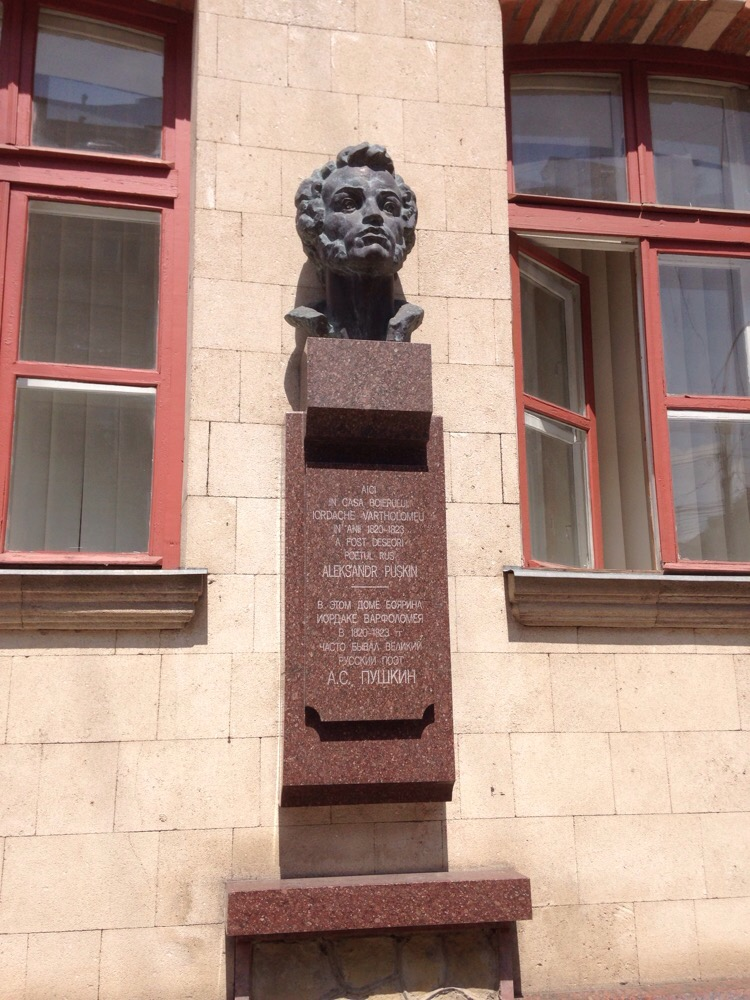
Tête de Pouchkine et plaque mémorielle bilingue Roumain/Moldave et Russe devant la maison où il vécut à Chișinău

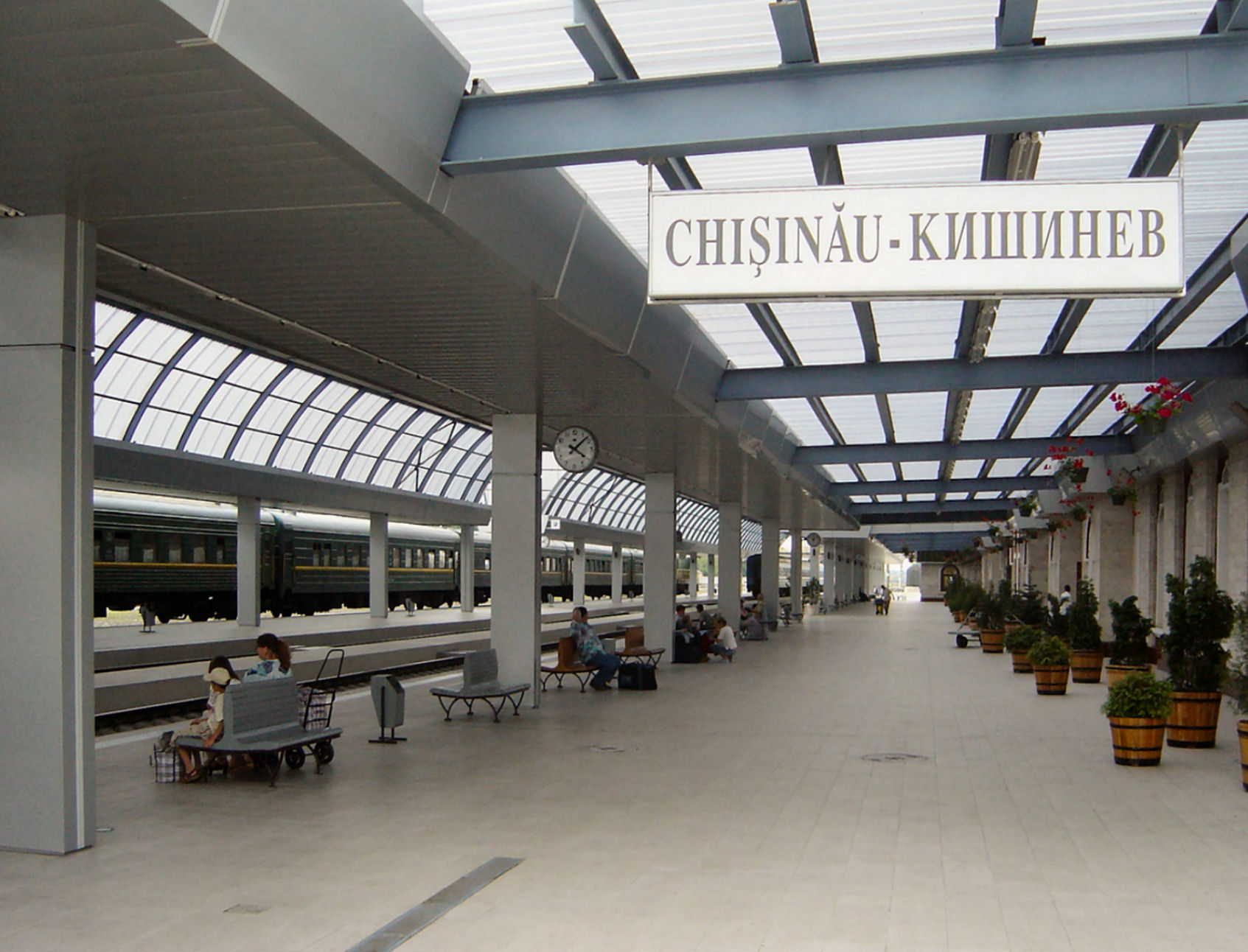
Signalétique bilingue Roumain/Moldave et Russe en gare de Chișinău

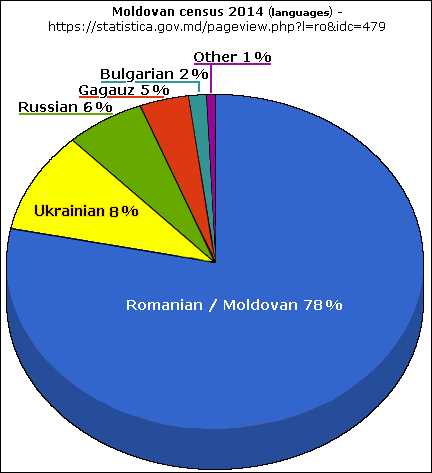
Diagramme des langues maternelles parlées en Moldavie selon le recensement de 2014.

Les langues en Moldavie sont la langue maternelle (limba maternă, limba părintească ou родной язык) de la majorité autochtone (naționalitatea băștinașă ou naționalitatea titulară) soit 78 % de la population, et les langues des autres communautés (сожительствующие нации, naționalitățile conlocuitoare) du pays soit 22 % de la population. Les langues de Moldavie sont toutes également parlées dans les pays voisins.

## Dénominations
Sur le plan officiel et juridique, le russe, l'ukrainien, le gagaouze, le bulgare, le biélorusse, l’arménien, le polonais et les autres langues minoritaires de Moldavie ont chacune un seul nom officiel, qui est le même dans les autres pays où ces langues sont parlées. À l’exception du gagaouze, minoritaire aussi en Ukraine, toutes ont le statut de langue officielle respectivement en Russie, Ukraine, Bulgarie, Biélorussie, Arménie et Pologne.
En revanche, la langue de la majorité autochtone a officiellement eu, entre 1994 et 2023, deux noms : « Roumain » (limba română /'limba ro'mɨnə/) et « Moldave » (limba moldovenească /'limba moldoven'e̯ascə/). Ces deux dénominations concernent la même langue ausbau, « standard » ou « urbaine », parlée en Moldavie et Roumanie (où elle est langue officielle) par environ 24 millions de locuteurs, dont 3,5 millions en République de Moldavie (78% de la population).
Sur le plan linguistique, il existe tant dans la région roumaine de Moldavie (Moldavie occidentale) qu’en République de Moldavie et dans les régions ukrainiennes voisines jadis moldaves (Moldavie orientale), une manière abstand, « traditionnelle » ou « populaire » de parler le roumain, pratiquée par environ 6 millions de locuteurs : le parler moldave (graiul moldovenesc), usité, surtout en milieu rural, en parallèle avec la langue standard officielle.
Beaucoup de sources secondaires ont déduit de cette double-dénomination et de la confusion avec le parler populaire, que « moldave » serait un « dialecte du roumain » ou une langue séparée mais « proche du roumain » mais sur le plan sociolinguistique, la langue standard et le parler populaire, dont les locuteurs peuvent se comprendre spontanément et complètement sans traducteur ni dictionnaire, sont une seule et même langue. Appliquée au parler régional roumain des pays moldaves, l’appellation « Moldave » est une réalité linguistique scientifiquement vérifiable, tandis qu’appliquée à la langue standard pour ne désigner que ses locuteurs vivant dans les pays issus de l’ex-URSS (Moldavie, Ukraine et Russie principalement), l’appellation « Moldave » est un choix politique pro-russe remontant à un décret soviétique du 12 octobre 1924 en République socialiste soviétique autonome moldave, annulé le 2 février 1932 et remis en vigueur le 27 février 1938, suivi par de nombreuses sources secondaires modernes.
Le moldave/roumain est langue maternelle pour 78% et langue comprise par 80,2 % de la population de la Moldavie : un cinquième des habitants de la Moldavie déclare en effet ne pas comprendre la langue officielle et majoritaire du pays, ce qui est un héritage de la période soviétique durant laquelle en Moldavie la langue officielle n’était pas la langue locale comme dans les trois pays baltes ou les trois pays caucasiens, mais le russe, comme en Biélorussie et en Ukraine,.
Le Parti action et solidarité au pouvoir en Moldavie depuis les élections législatives moldaves de 2021 a décidé, après l’invasion de l'Ukraine par la Russie, d’entamer une procédure d'adhésion de la Moldavie à l'Union européenne et d’aligner la législation moldave sur le « droit du sol », pour que tous les citoyens du pays soient également des « Moldaves » quelles que soient leurs langues, et que cessent les tensions politiques générées par la double-appellation de la langue majoritaire, conforme au « droit du sang ». Le 2 mars 2023, le parlement moldave, sur proposition de l’Académie des sciences de Moldavie, a modifié l’article 13 de la Constitution, en remplaçant le nom « moldave » par « roumain » selon le modèle belge ou suisse où tous les citoyens du pays sont également des « Belges » ou des « Suisses » quelles que soient leurs langues. Depuis, les citoyens de la Moldavie sont désormais tous des Moldaves, avec le roumain comme langue usuelle de 78 % d’entre eux, à côté du russe, de l’ukrainien, du gagaouze et du bulgare. L’opposition pro-russe soit le bloc électoral des communistes et socialistes et le parti Șor, a voté contre,.
Aujourd’hui (2025) le roumain est langue officielle de l’État, et en outre, le gagaouze (langue turque) l’est aussi en Gagaouzie, le russe et l’ukrainien en Transnistrie, le russe en Gagaouzie (où le gagaouze a retrouvé un usage prépondérant après avoir été éclipsé par le russe), ainsi que dans les villes de Moldavie, les aéroports, les gares, les points de passage frontaliers, les institutions publiques et les deux armées : gouvernementale et sécessionniste (à peu près équivalentes). À noter aussi qu’en Transnistrie, la langue maternelle des Moldaves, comme à l’époque soviétique, est officiellement désignée uniquement comme « moldave », et écrite en caractères cyrilliques.

## Recensement de 2004

### Langue maternelle
| Rang | Langue        | %   | Nombre    |
| ---- | ------------- | --- | --------- |
| 1    | Roumain       | 77  | 2 588 355 |
| 2    | Russe         | 11  | 380 796   |
| 3    | Ukrainien     | 6   | 186 394   |
| 4    | Gagaouze      | 4   | 137 774   |
| 5    | Bulgare       | 2   | 54 401    |
| -    | Autres        | 1   | 21 504    |
| -    | Non déclarées | 0   | 14 108    |
| -    | Total         | 100 | 3 383 332 |

### Langue maternelle parethnie
| Origine           | Langue                          | %       |
| ----------------- | ------------------------------- | ------- |
| Roumains/Moldaves | Roumain/Moldave Russe           | 98 2    |
| Ukrainiens        | Ukrainien Russe Roumain/Moldave | 64 32 4 |
| Russes            | Russe Roumain/Moldave           | 97 2    |
| Gagaouzes         | Gagaouze Russe Roumain/Moldave  | 92 6 1  |
| Bulgares          | Bulgare Russe Roumain/Moldave   | 81 14 4 |
| Toutes origines   | Ethnique                        | 79      |
| Toutes origines   | Autre                           | 21      |

### Langue principale usuellement parlée
| Rang | Langue maternelle | %   | Nombre    |
| ---- | ----------------- | --- | --------- |
| 1    | Roumain/Moldave   | 75  | 2 543 354 |
| 2    | Russe             | 16  | 540 990   |
| 3    | Ukrainien         | 4   | 130 114   |
| 4    | Gagaouze          | 3   | 104 890   |
| 5    | Bulgare           | 1   | 38 565    |
| -    | Autres            | 0   | 11 318    |
| -    | Non déclarées     | 0   | 14 101    |
| -    | Total             | 100 | 3 383 332 |

### Autres langues usitées
| Rang | Langue maternelle | %   | Nombre    |
| ---- | ----------------- | --- | --------- |
| 1    | Russe             | 48  | 1 616 979 |
| 2    | Ukrainien         | 7   | 238 662   |
| 3    | Roumain/Moldave   | 6   | 203 781   |
| 4    | Anglais           | 3   | 113 525   |
| 5    | Français          | 2   | 82 342    |
| 6    | Bulgare           | 0   | 15 778    |
| 7    | Allemand          | 0   | 14 135    |
| 8    | Gagaouze          | 0   | 10 515    |
| 9    | Espagnol          | 0   | 8 566     |
| -    | Autres            | 2   | 69 310    |
| -    | Non déterminées   | 1   | 48 421    |
| -    | Population pays   | 100 | 3 383 332 |

## Éducation
Le taux d'alphabétisation chez les plus de 15 ans en 2015 y est estimé à 99 % selon l'UNESCO, dont 100 % chez les hommes et 99 % chez les femmes.

## Enseignement des langues étrangères

### Russe
Le russe ayant officiellement été « langue de communication inter-ethnique » (язык межнационального общения, limba de comunicare interetnică) aux époques russe et soviétique, et continuant à l’être usuellement, toute la population est également russophone ce qui facilite à la fois les mariages mixtes et la russification.

### Anglais
La première langue étrangère enseignée, après le russe, est l'anglais. En 2013 elle était enseignée à plus de 60 % des écoliers en tant que première langue étrangère, suivi du français avec moins de 50 %, puis de l'allemand.

### Français
La Moldavie est, depuis 1996, un État membre de plein droit de l'Organisation internationale de la francophonie et de l'Assemblée parlementaire de la francophonie.
Dans ce pays jadis très francophone, le français reste appris par environ la moitié des écoliers du secondaire : à la rentrée 2010-2011, le ministère de l’Éducation recensait 53,3 % d’apprenants de français. Pendant deux siècles, le français a été la première et souvent la seule langue étrangère enseignée, car jusqu’en 1991 les Moldaves avaient conservé la traditionnelle francophilie héritée de l’influence des Lumières dans les principautés roumaines au XVIIIe siècle, mais aussi sous la domination russe au XIXe siècle, dans le Royaume de Roumanie et même à l’époque soviétique au XXe siècle. Mais après 1989, avec la glasnost, la fin de la censure et l’ouverture du rideau de fer, les Moldaves découvrent que dans les médias francophones, leur pays n’existe pas, ou bien sort, peut-être, d’une fameuse bande dessinée belge, et qu’il est présenté bien souvent comme une région patriarcale, aux campagnes misérables, où règnent la traite des Blanches et les réseaux mafieux : une « marche de l’Europe aux confins de l’Eurasie ou de la Russie aux confins de l’Europe » dont les aspirations culturelles et sociales sont qualifiées, comme dans les médias russes, d’« agitation nationaliste ». Ce regard péjoratif ajouté à la domination anglophone dans le monde économique, ont abouti à une érosion progressive du français au profit de l’anglais qui a fini par devenir la première langue vivante étrangère enseignée en 2010.
Pourcentage des élèves étudiant la langue étrangère :